# LHS 1140
LHS 1140 (GJ 3053) és un estel nan vermell de tipus M situat a la constel·lació de la Balena. L'estel es troba a 39 anys llum de la Terra. Es calcula que té una edat de 5.000 milions d'anys. L'estel nan té una massa un 15% de la del Sol. El seu període de rotació és de 130 dies i no s'han observat resplendors.
| Terra | LHS 1140b |
| ----- | --------- |
|       | Exoplanet |

Al voltant de l'estel orbita el planeta, LHS 1140b. Un planeta tel·lúric situat a la zona d'habitabilitat. La massa d'LHS 1140b és 6.7 ± 1.8 vegades més gran que la de la Terra, per això també se’l pot classificar de superterra
La seva òrbita és quasi circular amb un radi de 0,09 AU. LHS 1140b orbita I transita el seu estel cada 25 dies.
El planeta fou descobert gràcies al projecte MEarth. Les velocitats radials es mesuraren amb el Cercador de Planetes per Velocitat Radial d'Alta Precisió.

## Sistema planetari
Fins a l'octubre de 2023, hi havia constància que LHS 1140 tenia dos planetes confirmats orbitant.
El primer en ser descobert va ser LHS 1140 b, mitjançant el MEarth Project en 2017 fent servir el mètode de trànsit. Posteriorment, es van mesurar les velocitats radials mitjançant l'instrument High Accuracy Radial Velocity Planet Searcher per confirmar el planeta i mesurar la seva massa. El planeta LHS 1140 b és una súper-Terra a la zona habitable i transita l'estel cada 24,7 dies. Això podria permetre que la seva atmosfera sigui estudiada més endavant: la combinació del trànsit de la Súper-Terra i la mida relativament petita i propera de l'estel, fan d'aquest sistema, un dels més interessants per a estudis atmosfèrics, juntament amb el sistema de TRAPPIST-1. Les observacions del Telescopi Espacial Hubble en 2020 van mostrar indicis de vapor d'aigua en l'atmosfera del planeta, però encara no s'ha confirmat.
En un principi, LHS 1140 b tenia una massa estimada de 7 vegades la de la Terra i unes 1,4 vegades el seu radi, suggerint un planeta rocós dens. Estudis posteriors del 2018 i 2020 van actualitzar-n'he el radi fins als 1,7 vegades la de la Terra, amb una densitat de 7,5 g/cm3, encara consistent amb una composició rocosa. No obstant, un estudi del 2023 que mesurava la massa i el radi del planeta amb una presició superior, va mostrar una massa inferior d'unes 5,6 vegades la Terra, i una respectiva densitat inferior, no consistent amb un planeta rocós de la seva mida. Possiblement, LHS 1140 b és un món oceànic (amb el 9-19% de la seva massa composta d'aigua) o un mini-Neptú dens.
El juliol de 2018, Feng et al. va publicar una anàlisi revisada de les dades de velocitat radial per a LHS 1140, i va suggerir la possible existència de dos planetes: un planeta interior de massa terrestre orbitant cada 3,8 dies I un planeta exterior de la massa de Neptú orbitant cada 90 dies. L'agost de 2018, Ment et al., fent servir el mètode de detecció per trànsit, van confirmar l'existència del planeta interior LHS 1140 c amb una massa d'1,8 vegades la Terra i un radi d'1,3 vegades, amb una densitat de 5 g/cm3, consistent amb una composició rocosa.
El període orbital del candidat a planeta exterior LHS 1140 d va ser mesurat en 78 dies en 2020, però aquest indicador de velocitat radial va mostrar-n'he l'origen de l'activitat estel·lar en comptes d'un planeta en 2023.

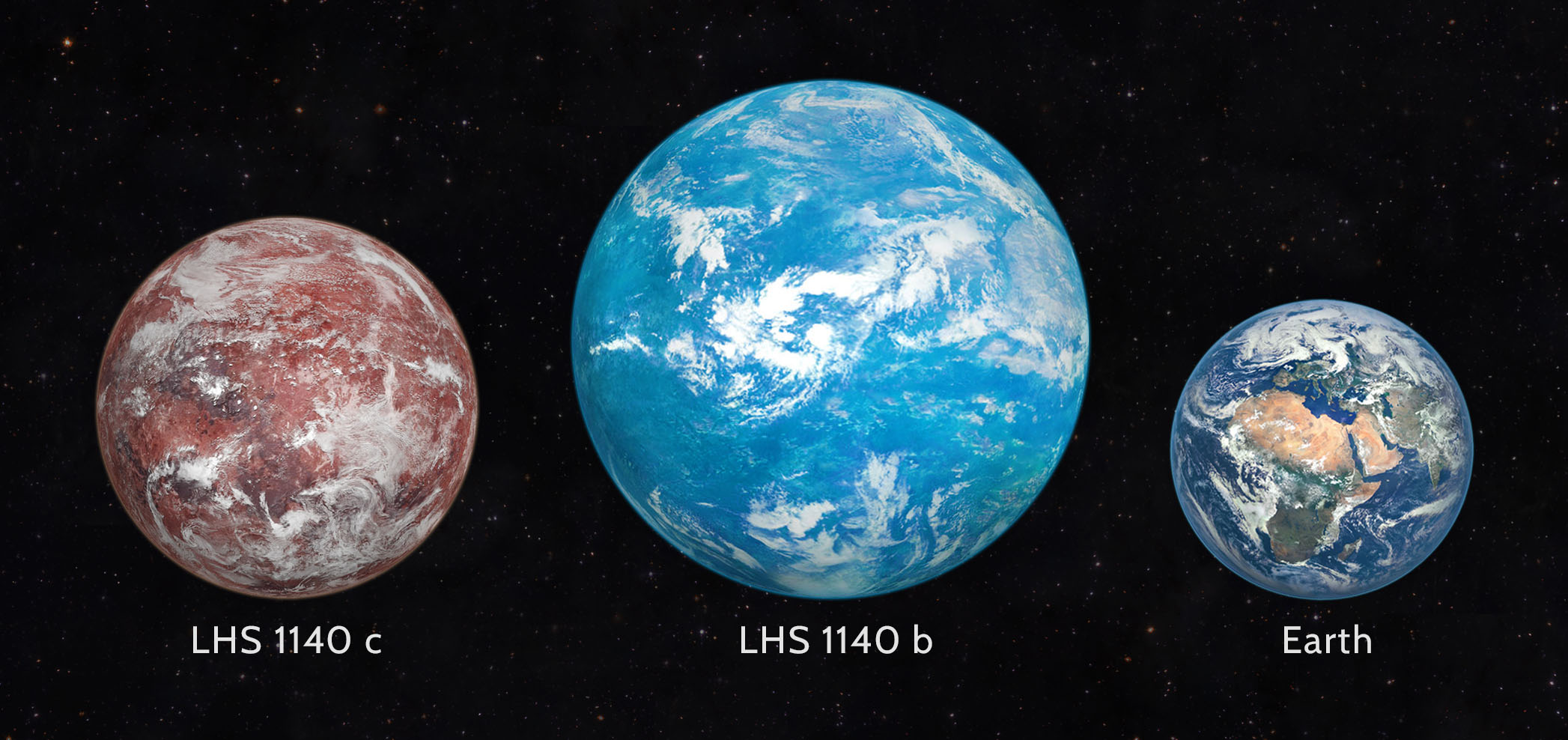
Comparació de mides dels dos planetes coneguts de LHS 1140 (visió artística) amb la Terra

Font de la taula: